# Lucian Freud
Lucian Freud OM CH (Berlín, 8 de desembre de 1922 - Londres, 20 de juliol de 2011). Net de Sigmund Freud, va ser un important pintor i gravador britànic.
Malgrat que en la seva joventut es va iniciar en el surrealisme, després de la Segona Guerra Mundial es va convertir en un dels principals representants de la pintura figurativa anglesa. Especialitzat en retrats, aquests acostumen a excloure l'expressió de sentiments i els personatges representats apareixen habitualment nus i sota una forta llum.
Va rebre l'Orde del Mèrit del Regne Unit.

## Biografia
Els seus pares van ser Lucie Brasch i l'arquitecte Ernst Ludwig Freud, i era net de Sigmund Freud. Va tenir dos germans, el polític Clement Raphael Freud i Stephan Gabriel Freud. La seva neboda, Emma Freud, és una important productora de ràdio britànica.
Després de la Primera Guerra Mundial i amb l'avenç del Nazisme, Lucien i la seva família van emigrar al Regne Unit l'any 1933, i van rebre la nacionalitat britànica l'any 1939. Durant aquest període, va estudiar a la Dartington Hall School a Totnes, Devon, i després a la Bryanston School.
Durant un breu període, va estudiar a la Central School of Art de Londres i després amb molt d'èxit a l'Escola de Pintura i dibuix Cedric Morris's East Anglian, a Dedham. Es va allistar com a mariner mercant en un comboi de l'Atlàntic Nord el 1941, abans de ser-li invalidat el seu servei el 1942.
El 1943, l'editor ceilanès Tambimuttu va comissionar el jove artista per il·lustrar un llibre de poemes de Nicholas Moore, titulat The Glass Tower.
En la seva primera exhibició individual, a la Lefevre Gallery, el 1944, va exposar el seu celebrat quadre L'habitació del pintor.
L'estiu de 1946 va viatjar a París, per després continuar a Itàlia durant alguns mesos. Des de llavors va viure i va treballar a Londres.
El 20 de juliol de 2011 va morir "en pau" al seu domicili de Londres, segons un comunicat de premsa de la seva advocada Diana Rawstron que va recollir France Presse.

## Canvis d'estil
Les primeres pintures de Freud sovint estan associades amb el surrealisme i mostren persones i plantes en juxtaposicions inusuals, fetes amb pintura molt fina. A partir dels anys 50 va començar a fer retrats, molt sovint nus, utilitzant la tècnica de l'empast. Els colors són sovint neutres.
Els temes de Freud són persones i les seves vides; amistats, família, col·legues, amants i nens. En comptades ocasions accepta retrats per encàrrec. Com ell mateix explica a les seves memòries: "El tema és autobiogràfic, tot allò que té relació amb l'esperança i la memòria i la sensualitat i la participació, la veritat...", "Pinto gent, no per allò que voldrien ser, sinó per allò que són".
L'ús d'animals en les seves composicions és molt estès i és sovint característic que apareguin les mascotes al costat del seu propietari. Exemples de retrats d'animals i persones a l'obra de Freud inclouen Noi i Speck (1980-81), Eli i David (2005-06) i Doble Retrat (1985-86).
La seva passió pels cavalls el va portar a pintar els exemplars de l'escola a Darlington, on, a més de muntar-los, fins i tot dormia als estables. Entre aquests, cal destacar els retrats de Grey Gelding (2003), L'euga Skewbald (2004), i Mare Eating Hay (euga menjant fenc, 2006).
El seu quadre A l'estil de Cézanne (After Cézanne) és notable per la seva forma inusual i l'alt preu que en va pagar la Galeria Nacional d'Austràlia (7,4 milions de dòlars americans). Un retrat de petit format de la reina Elisabet II del Regne Unit va causar controvèrsia, en mostrar-la tan envellida (o més) del que és. La premsa britànica en va publicar crítiques contraposades. 
Pintor de producció no gaire extensa i summament cotitzat ara, compta amb només cinc quadres a l'Estat espanyol: quatre d'ells al Museu Thyssen-Bornemisza de Madrid, (Reflex amb dos nens, autoretrat, Gran interior, Paddington, Últim retrat i Retrat del baró H.H. Thyssen-Bornemisza).